# Damien Johnson
Damien Michael Johnson (Lisburn, 18 novembre 1978) è un ex calciatore nordirlandese, di ruolo centrocampista.